# كيرثي سوريش
كيرثي سوريش هي ممثلة هندية ولدت في 17 أكتوبر 1992.

## وصلات خارجية
- كيرثي سوريش على موقع IMDb (الإنجليزية)
- كيرثي سوريش على موقع قاعدة بيانات الأفلام العربية
- كيرثي سوريش على موقع قاعدة بيانات الفيلم (الإنجليزية)
- كيرثي سوريش على موقع كينوبويسك (الروسية)